# Pastorka
Pastorka je slovenska ljudska pripovedka oz. belokranjska pripovedka. Zapisal jo je Lojze Zupanc. Izšla je v zbirki Slovenske pravljice, ki jo je uredil Niko Grafenauer, Ljubljana 2002.

## Povzetek vsebine
Živela je deklica, ki je imela hudobno mačeho. Nekekga dneva se je mačeha hudo razjezila in pastorko nagnala od hiše. Deklica je zajokala in odšla po cesti v neznane kraje. Na koncu vasi sreča petelinčka. Petelinčku se zasmili in jo vpraša kam potuje. »Kam potuješ deklica?« 

»Mačeha me je spodila od hiše, pa grem v tuji svet.«

»Ali grem lahko s teboj?« se je ponudil petelinček.

»Pa pojdi!« je rekla. »Dvema bo lažje nositi gorje.« Šla sta dalje in prišla v drugo vas, kjer sta srečala mačka. » Ohej, kam pa vidva?« je zamjavkal maček. Petelinček je molčal, pastorka pa je zajokala:« Mačeha me je spodila od hiše, pa potujem v tuji svet. Petelinček me pa spremlja.« Pridruži se jim tudi maček. Tako so potovali in potovali, dokler niso prišli v tretjo vas, kjer so srečali psička. Tudi on se jim pridruži in vsi trije so skupaj potovali v tuji svet.
Prvi je korakal petelinček, ki je pel na vso grlo, da bi pregnal žalost. Za njim je šel maček z dvignjenim repom, za mačkom je šla pastorka s culico v roki, a za njo je poskakoval pes. 

Pod večer so vsi štirje prišli pred zapuščen grad. Potrkali so na vrata in zaprosili: »Pustite nas v grad! Radi bi šli spat.« Odprl jim je starček in dejal, da v tem gradu lahko prenočijo, a povedal jim je, da vsako noč prihrumi v grad hudoben strah. Petelinček se je hvalil:« Kar naj pride! Pozobljem ga ko drobnega črviča!« Maček se je hvalil, da mu bo izpraskal oči. »Nikogar se ne bojim in strahu ne poznam!« je zarenčal psiček in pokazal ostre zobe.

Sredi noči je v grad, kjer so spali, priropotal strah, je zakričal, da je šlo skozi ušesa: »Dekle, hoj, hoj, pojdi plesat z menoj!« Pastorka se je tako prestarašila, da je namesto nje petelinček odgovoril:«Kako naj deklica pleše s teboj, ko pa plesne obleke nima s seboj?« In strah je izginil, a preden bi preštel do tri se je vrnil in pred pastorko položil zlato obleko. Ponovno jo strah povabi na ples, a se maček oglasi, da nima čeveljčkov. Tudi to ji strah, preden bi preštel do sedem, prinese. Oglasi se psiček in vparaša strah, kako naj pastorka pleše z njim, ko pa je revna, da je joj. Strah spet izgine, toda preden bi preštel do devet, se je vrnil z vrečo zlatnikov in jo položil pred pastorko. Ponovno jo povabi na ples, takrat pa se je začelo svitati in petelinček je zapel:« Kikiriki, dan se budi!« Strah se je tako prestrašil, da je zbežal tja, od koder je prišel.

Deklica se je oblekla v zlato obleko, si obula čevljčke, stresla v culico vrečo zlatnikov ter se vrnila domov. Ko joj je mačeha zagledala tako lepo in bogato, se je razpočila od zavisti. Deklica pa je še dolgo živela v domači hiši. Pri njej so ostali: petelinček, maček in psiček. Do konca svojih dni so bili srečni.

## Analiza besedila
Pripovedovalec:
- tretjeosebni

Glavne književne osebe:
- Pastorka
- Petelinček
- Maček
- Psiček

Stranske književne osebe:
- Mačeha
- Strah
- Starček

Književni čas:
- Ni natančno določen.

Književni prostor:
- Prvi del se odvija na poti, ko pastorka sreča domače živali, drugi del pa v starem in zapuščenem gradu.

## Liki
- Pastorka je glavna junakinja pripovedke Pastorka. Nekega dne jo mačeha prežene od hiše in mlada deklica se odpravi v neznani svet. Na poti sreča domače živali, ki jo pospremijo na njeni poti. Ko se odločijo prespati v starem in zapuščenem gradu v katerem vsako noč straši, Pastorko s pomočjo njenih prijateljev sreča sreča. Domov se vrne bogata in skupaj s svojimi tremi prijatelji živi v domači hiši do konca svojih dni.
- Mačeha je edini negativni lik v propovedki. Zelo je nevoščljiva in jo prežene od doma. Vendar, ko se Pastorka vrne domov lepa in bogata, se mačeha razpoči od zavisti.
- Petelinček se prvi pridruži Pastorki na njeni neznani poti v tuji svet.
- Mačka srečajo v drugi vasi in Psička v tretji.
- Starček jim odpre vrata gradu v katerem prespijo.
- Strah s svojo prebrisanostjo preizkuša Pastorkino dobroto in jo na koncu nagradi z zlato obleko, čeveljčki in vrečo zlatnikov.

## Značilnost ljudskega slovstva v povezavi z obravnavano pripovedko
- ustno izročilo: besedilo se je prenašalo od ust do ust
- pomanjševalnice: psiček, petelinček, čeveljčki
- pravljična števila: tri, sedem, devet
- čudežna dejanja: Strah prinese Pastorki zlato obleko, čeveljčke in vrečo zlatnikov
- nastopajoči nimajo imen: Mačeha, Pastorka, Petelinček, Maček, Psiček, Starček, Strah

## Motivno-tematske povezave z drugimi pravljicami
- Motiv slabega ravnanja z otroki: Janko in Metka in Deklica z vžigalicami
- Motiv dobrega in zla: Sneguljčica, Pepelka in Rdeča Kapica
- Motiv kaznovanja zla: Sneguljčica, Volk in sedem kozličkov, Pepelka...

Na prvi poged se zdi, da so pravljice moškim likom bolj naklonjene kakor ženskim. Vendar je sorazmerno veliko pravljic, kjer nastopajo junakinje: mlade deklice, ki morajo skozi vrsto preizkušenj, v katerih dozorijo za status odrasle osebe, tj. za zakon.Vendar nam pri podrobnejšem pregledu pade v oči tudi vrsta razlik med moško in žensko iniciacijo. Preizkušnje, ki jih prestajajo deklice na poti do zrelosti, so bolj trpne narave. Od njih pravljice ne pričakujejo npr. bojevitosti ali celo nasilnosti kot od moških junakov, bolj poudarjajo druge lastnosti: vztrajnost, požrtvovalnost, potrpežljivost, stanovitost, ljubeznivost...
Dekle v procesu iniciacije nikdar ne prejme oblasti nad divjimi zvermi iz gozda. Če ji pomagajo živali so to domače živali: mačka, pes, petelin itd. V nekaterih pravljicah dekletova magična moč vpliva na plodnost zemlje in na tek letnih časov, na različne tehnike, kot so preja, tkanje, šivanje, lončarjenje ipd.
Vse te poteze ženske inicaicije imajo svojo osnovo. Iz mnogih podatkov, ki jih je zbrala etnologija, vemo, da je v anarhičnih družbah veljala stroga delitev dela med spoloma. Moški so se ukvarjali skoraj izključno z lovom in bojevanjem, ženske so nabirale plodove in obdelovale zemljo.
Podrobnejši pregled pravljic, odkrije neke vsebinske modele ali sheme, ki so zares stalni; najdemo jih predvsem v načinu, kako pravljice razumejo človeka in svet. Ena od teh stalnic v pravljičnem tkivu je tudi selstvo.
Ena najosnovnejših pravljičnih kategorij je, odhod junaka od doma, s tem se čas in prostor pravljice šele zares odpreta. Pravljice se začnejo z nekim stanjem ravnotežja, ki se na ta ali oni način poruši. Odhod v svet je reakcija na to, navoj mehanizma, ki sproži dogodivščine, tj. sam potek pravljice. »Dom« je ravnotežje, mirovanje, vsakdanjost. »Pot« je avantura, srečanje, dogajanje. Vzroki za odhod so različni. Junak po navadi odhaja brez načrta »kamor ga nesejo oči«. Pride mu na misel, da bi obhodil cel svet, odpravi se na pot, ne da bi vedel kam.
Pravljični junak je nekaj časa čisto sam, kot se pogosto počuti osamljenega tudi današnji otrok. Vendar junaki ne potujejo sami, potovanje je pogosto tudi neizbežen del njihovih preizkušenj. Prostor, kamor junaki potujejo, je po pravilu neobičajen, skrivnosten, tuj. Največkrat je to lahko temen gozd, zapuščen grad, skalnata gora, čudežna dežela ipd.
V isti pomenski krog spada tudi oprema, ki si jo junak priskrbi za na pot. Najbolj pogosto so to kruh, palica in škornji.
Selstvo v pravljicah je odhajanje in prihajanje. Pravljični junak je simboličen izraz človeka selca, kateremu je putovanje temeljni način eksistence, še več, pogoj zanjo.
V pravljicah so nosilci akcije poleg junaka tudi živali. V vlogi pomočnikov in darovalcev nastopajo še pogosteje kot onstranske sile. Njihove karakteristike so zelo različne: ob divjih živalih (kača, medved, lisica, volk...) stojijo tudi domače živali (pes, petelin, mačka, koza, krava...), nekatere imajo čudežne lastnosti (leteči konj...), nekatere govorijo s človeškim glasom, druge imajo svojo govorico, ki jo junak razume, ker je pač junak. Gre za kombinacije in prepletanja različnih časovnih plasti oz. za različne koncepte živali in odnosov do njih. Živalski liki, ki pogosto nastopajo v pravljicah, niso zgolj izmišljija pripovedniške umetnosti. Njihovo odlikovano mesto ima svoj »sedež v življenju«, izraža stvarne odnose med človeškim in živalskim svetom, ki sta si bila včasih neprimerljivo bližja kot danes.
Junaki pravljic zelo pogosto nimajo imen, govori se na primer, kot o »neki deklici« ali »najmlajšem bratu«. Če se vseeno pojavljajo imena, je dokaj jasno, da ne gre za lastna imena, ampak za obča ali opisna imena. Starši glavnih junakov ostajajo brezimeni. O njih se govori kot o »očetu«, »materi«, »mačehi«, čeprav so včasih opisani kot »revni ribič« ali »ubogi drvar«. 
Fantazij o hudobni mačehi se otrok lahko deloma zaveda. Zelo pogosto je v pravljicah »zloben« samo eden od staršev. Za otroka je lahko koristna tipična pravljična razcepitev na dobro (po navadi mrtvo) mater in zlobno mačeho. S tem otrok ohranja nedotaknjeno dobro mater in se lahko jezi na slabo mačeho, ne da bi tvegal zamero prave matere.
Pravljični liki niso ambivalentni, niso dobri in hudobni hkrati, kot smo resnični ljudje. Oseba je bodisi dobra ali hudobna, vmes ni ničesar. En brat je neumen, drugi pameten, en od staršev je sama dobrota, drugi je sama črna hudobija. Takšna polarizacija značajev nima namena učiti primernega obnašanja kakor v poučnih zgodbah. Prikazovanje obeh značajskih skrajnosti otroku omogoča, da zlahka dojame razliko med njima, kar ne bi bilo tako preprosto, če bi bile osebe bolj življenjske.
Pravljice na najrazličnejše načine otrokom sporočajo ravno to: da se v življenju ni mogoče izogniti spopadanju z resnimi težavami, da je boj bistven del človekovega obstoja. Toda, če človek pred njim ne beži, temveč se neomajno postavlja po robu nepričakovanim in pogosto nezaslužnim težavam, premaga vse ovire in na koncu zmaga.